# 南白坂町
南白坂町（みなみしらさかちょう）は、愛知県瀬戸市東名連区の町名。丁番を持たない単独町名である。

## 地理
- 瀬戸市の南東部に位置する[8]。西を巡間町・凧山町、北を白坂町・西白坂町・中白坂町、東を東白坂町、南を上山路町と隣接している[8]。
- 猿投山山麓の山林地帯で赤津川左岸[8]。鎌倉時代から室町時代の古窯址が分布している[9]。
- かつては、北部を通る県道沿いに社会福祉施設はちのす寮があった[8]が、2016年に閉寮している[10]。

### 河川
- 赤津川[8] ： 町の北端の町境付近を西流している。
- 南白坂川（赤津川支流） ： 町の北部を北流している。

- 赤津川（南白坂町内）

### 学区
市立小・中学校に通う場合、学区は以下の通りとなる。また、公立高等学校普通科に通う場合の学区は以下の通りとなる。
| 番・番地等 | 小学校                 | 中学校                 | 高等学校 |
| ---------- | ---------------------- | ---------------------- | -------- |
| 全域       | 瀬戸市立にじの丘小学校 | 瀬戸市立にじの丘中学校 | 尾張学区 |

## 歴史

### 由来
町名設定の際、赤津村字白坂の南方にあることから名付けられたと推察される（白坂の由来については白坂町を参照）。

### 沿革
- 1943年（昭和18年）8月9日 - 瀬戸市大字赤津字白坂の一部により、同市南白坂町として成立[2]。

## 世帯数と人口
2025年（令和7年）3月1日現在の世帯数と人口は以下の通りである。
| 町丁     | 世帯数 | 人口 |
| -------- | ------ | ---- |
| 南白坂町 | 1世帯  | 1人  |

### 人口の変遷
国勢調査による人口の推移
| 1995年（平成7年）  | 11人 | [ 13 ]            |  |
| 2000年（平成12年） | 10人 | [ 14 ]            |  |
| 2005年（平成17年） | 10人 | [ 15 ]            |  |
| 2010年（平成22年） | 8人  | [ 16 ]            |  |
| 2015年（平成27年） | 8人  | [ 17 ]            |  |
| 2020年（令和2年）  | 0人  | [ 18 ] [ 注釈 1 ] |  |

### 世帯数の変遷
国勢調査による世帯数の推移。
| 1995年（平成7年）  | 10世帯 | [ 13 ]            |  |
| 2000年（平成12年） | 2世帯  | [ 14 ]            |  |
| 2005年（平成17年） | 2世帯  | [ 15 ]            |  |
| 2010年（平成22年） | 2世帯  | [ 16 ]            |  |
| 2015年（平成27年） | 2世帯  | [ 17 ]            |  |
| 2020年（令和2年）  | 0世帯  | [ 18 ] [ 注釈 1 ] |  |

## 交通

### 鉄道
町内に鉄道は走っていない。最寄り駅は名鉄瀬戸線尾張瀬戸駅になる。

### バス
町内にバスは走っていない。最寄りのバス停は、名鉄バス「本地ヶ原線」【10】系統、同「東山線」【11】【12】系統の赤津バス停になる。

### 道路
愛知県道33号瀬戸設楽線 ： 町の北端の町境付近を東西に通っている。

## その他

### 日本郵便
- 郵便番号 : 489-0016[6]（集配局：瀬戸郵便局[19]）。